# La canzone del Piave

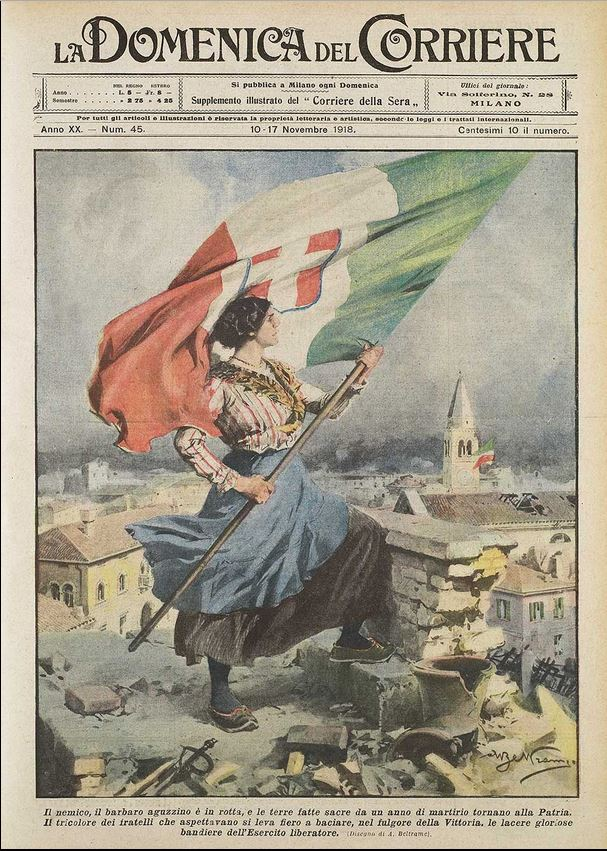
Una mujer, representando a Italia, celebra la victoria italiana sobre el Imperio austrohúngaro.

La canzone del Piave (en español, «La canción del Piave»), también conocida como La leggenda del Piave («La leyenda del Piave»), es una canción patriótica italiana compuesta luego de la batalla del Piave por E. A. Mario.
Durante la Segunda Guerra Mundial, tras el armisticio del 8 de septiembre de 1943, el gobierno italiano la adoptó provisionalmente como himno nacional, ya que se pensó que era correcto sustituir la Marcia Reale («Marcha Real») por una canción para conmemorar la victoria de Italia en la Primera Guerra Mundial. De hecho, la monarquía italiana había sido cuestionada por haber permitido el establecimiento de la dictadura fascista.
Se mantuvo como himno italiano hasta octubre de 1946, cuando la República Italiana seleccionó de forma provisoria a Il Canto degli Italiani («El canto de los italianos») en su lugar.